# Чанчжэн-12
Чанчжэн-12 или Chang Zheng-12 (CZ-12) или Long March-12 (LM-12) (буквально «Великий поход-12») — китайская жидкостная ракета-носитель, созданная Шанхайской академией космических технологий (Shanghai Academy of Spaceflight Technology, сокращенно SAST) и относящаяся к новому семейству ракет Чанчжэн, использующих криогенное ракетное топливо «керосин + жидкий кислород». Первый запуск носителя Чанчжэн-12 состоялся 30 ноября с 2024 года с коммерческого космодрома Хайнань. Это был первый пуск с первого коммерческого космодрома Китая. На орбиту было выведено два экспериментальных спутника.

## Конструкция
Двухступенчатая ракета-носитель Чанчжэн-12 при стартовой массе 430 тонн имеет длину 62 метра, обе её ступени выполнены в диаметре 3.8 метра. Головной обтекатель ракеты может иметь диаметр 4.2 или 5.2 метра. Согласно заявлению производителя, с любым головным обтекателем ракета может вывести полезную нагрузку до 12 тонн на низкую околоземную орбиту высотой 200 км, 10 тонн на орбиту высотой 300 км и до 6 тонн на солнечно-синхронную орбиту высотой 700 км.
На первой ступени носителя Чанчжэн-12 установлены четыре двигателя YF-100K, модифицированная версия YF-100, используемых на носителях Чанчжэн-5, 6, 7, 8. Двигатель YF-100K на уровне моря имеет тягу 130 тонн (1250 кН) и удельный импульс — 301.8 сек. На второй ступени используются два двигателя YF-115, аналогичные применяемым на других кислородно-керосиновых носителях семейства «Чанчжэн», каждый из которых имеет в вакууме тягу 18 тонн (176,5 кН) и удельный импульс 342 с.

## Перспективы
Планируется создание модификаций Чанчжэн-12А и Чанчжэн-12B, значительно отличающихся от базовой модели Чанчжэн-12. Чанчжэн-12А планируется как носитель с возвращаемой первой ступенью, на которой будет установлено  семь кислородно-метановых двигателей «Лунъюнь» тягой по 70 тонн каждый. Первый полёт этой модификации и отработка процедур спасения ступени планируется на 2025 год. На Чанчжэн-12B диаметр первой ступени должен быть увеличен до 4,2 метра, её планируется оснастить девятью разрабатываемыми кислородно-керосиновыми двигателями многократного использования YF-102R.